# Baranello
Baranello is een gemeente in de Italiaanse provincie Campobasso (regio Molise) en telt 2715 inwoners (31-12-2004). De oppervlakte bedraagt 24 km², de bevolkingsdichtheid is 113 inwoners per km².

## Geografie
Baranello grenst aan de volgende gemeenten: Busso, Colle d'Anchise, Spinete, Vinchiaturo.